# Görcsönydoboka
Görcsönydoboka (németül: Ketschinge-Tuwoke) község Baranya vármegyében, a Mohácsi járásban.

## Fekvése
Mohácstól északra helyezkedik el, a Baranyai-dombság keleti részén, Somberek nyugati szomszédjában, a Csele-patak mellett.
A mai települést alkotó, egykor különálló két falu ma is jól láthatóan elkülönül egymástól, Cselegörcsöny a nagyobb és északabbra fekvő településrész, míg Cseledoboka az előbbi központjától bő egy kilométerre délkeletre helyezkedik el.

### Megközelítése
Zsáktelepülés, így közúton csak egy útvonalon érhető el: az 56 124-es számú mellékúton, mely Somberek lakott területének északi szélén ágazik ki nyugat felé a Mohácsot Pécsváraddal összekötő 5606-os útból, és a görcsönyi településrész központjában ér véget; onnan tovább Cseledobokára csak egy alsóbbrendű, önkormányzati út vezet.

## Története
Görcsönydoboka két külön település, Cselegörcsöny (németül Ketsching)  és Cseledoboka (németül Tuwoke)  volt egymás szomszédságában, a Csele-patak mellett. A két falu 1944-ben Görcsönydoboka néven egyesült. A településekről az első adat 1015-ből való; ekkor a pécsváradi apátság alapítólevelében a dobokai kőbánya nagy útját említik.
1295-ös adat Dobokai Miklóst említi, aki ekkor Óvári Konrád szolgálatában állt. 1323-ban Pál két szerviensét említik. 1329-ben a Dobokai nemesek osztozkodtak: rokonuk István fia Vizlo dobokai és nyavalyádi birtokát kettéosztották. 1331-ben a Dobokai nemesek birtoka volt, akik a megye közéletében 1281 és 1330 között szerepeltek. 1332-ben Görcsönynek és Dobokának is említik plébániáját.
A török időkben a falvak elnéptelenedtek, sokáig pusztán álltak.
A 18. század elején szerbek, majd németek telepedtek le itt.
2001-ben lakosságának 26,4%-a német nemzetiségűnek vallotta magát.

## Idegen elnevezései
Görcsöny településrész német neve Ketsching, Dobokáé Tuwoke. A település hivatalos horvát neve a mohácsi horvátok által használt Duboka, de a mohácsi és a lánycsóki horvátok által használt Garčin illetve Gerčin is elterjedt volt.

## Közélete

### Polgármesterei
- 1990–1994: Troszt József (független)[5]
- 1994–1998: Troszt József (független)[6]
- 1998–2002: Troszt József (független német kisebbségi)[7]
- 2002–2006: Troszt József (független német kisebbségi)[8]
- 2006–2010: Troszt József (független)[9]
- 2010–2014: Troszt József (független)[10]
- 2014–2019: Troszt József (független)[11]
- 2019–2024: Troszt József (független)[12]
- 2024– : Troszt József (független)[1]

## Népesség
A település népességének változása:
| Lakosok száma | 363  | 374  | 370  | 337  | 334  | 334  | 329  | 323  |
|               | 2013 | 2014 | 2015 | 2019 | 2021 | 2022 | 2023 | 2024 |

A 2011-es népszámlálás során a lakosok 92,3%-a magyarnak, 0,5% horvátnak, 56% németnek, 0,5% románnak, 0,5% szerbnek mondta magát (7,2% nem nyilatkozott; a kettős identitások miatt a végösszeg nagyobb lehet 100%-nál). A vallási megoszlás a következő volt: római katolikus 75,3%, református 3,7%, felekezeten kívüli 2,7% (16,7% nem nyilatkozott).
2022-ben a lakosság 82,3%-a vallotta magát magyarnak, 35,3% németnek, 0,3% horvátnak, 1,5% egyéb, nem hazai nemzetiségűnek (15,6% nem nyilatkozott; a kettős identitások miatt a végösszeg nagyobb lehet 100%-nál). Vallásuk szerint 54,5% volt római katolikus, 2,1% református, 1,2% evangélikus, 0,3% görög katolikus, 5,1% felekezeten kívüli (36,8% nem válaszolt).

## Nevezetességei
Cselegörcsöny falurész római katolikus temploma 1800-ban épült késő barokk stílusban. Szent Flórián tiszteletére szentelték fel. Egy mellette induló gyalogúton érhető el a kálvária. A cseledobokai templom később épült.

## Képek

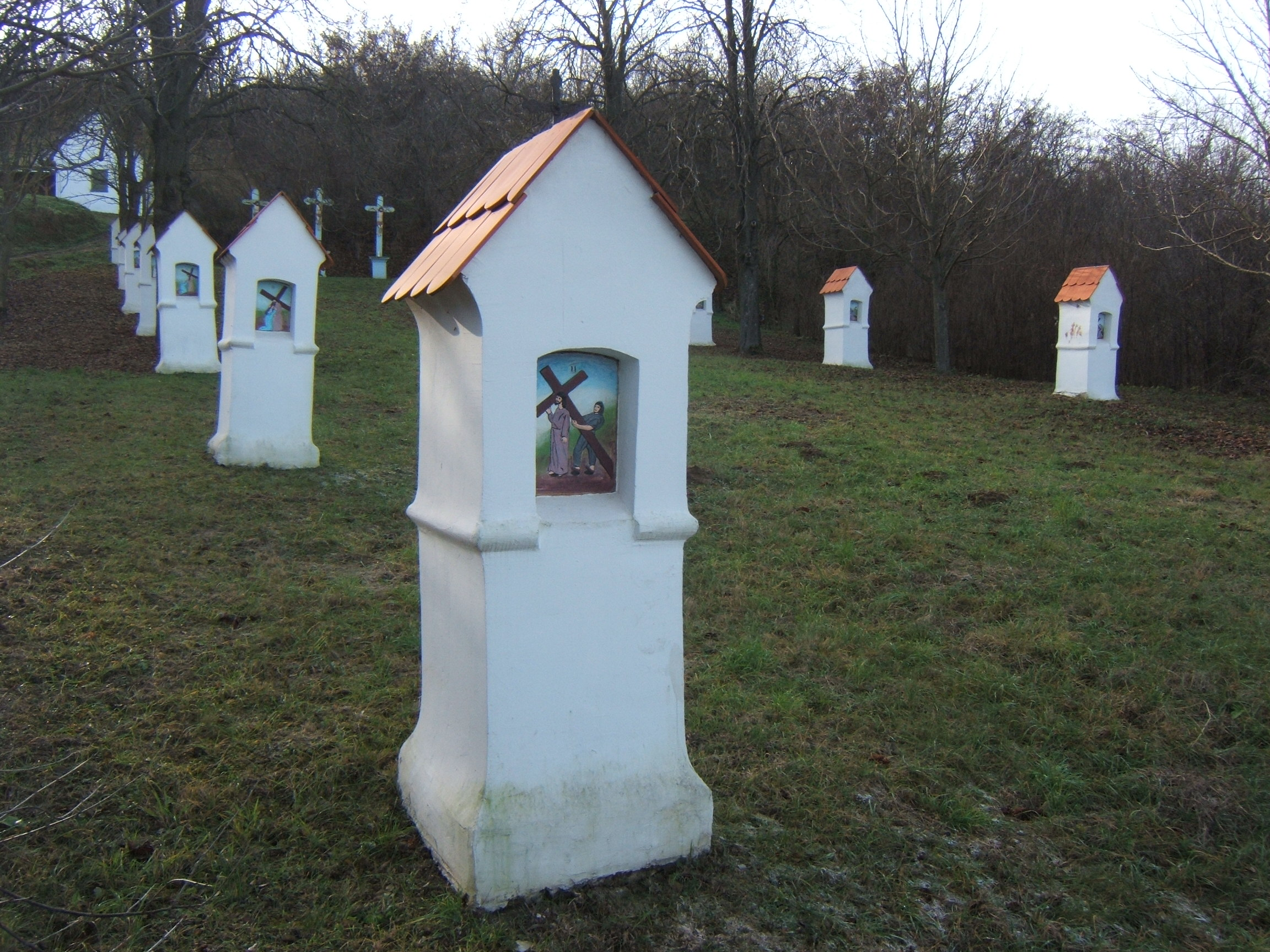
A kálvária
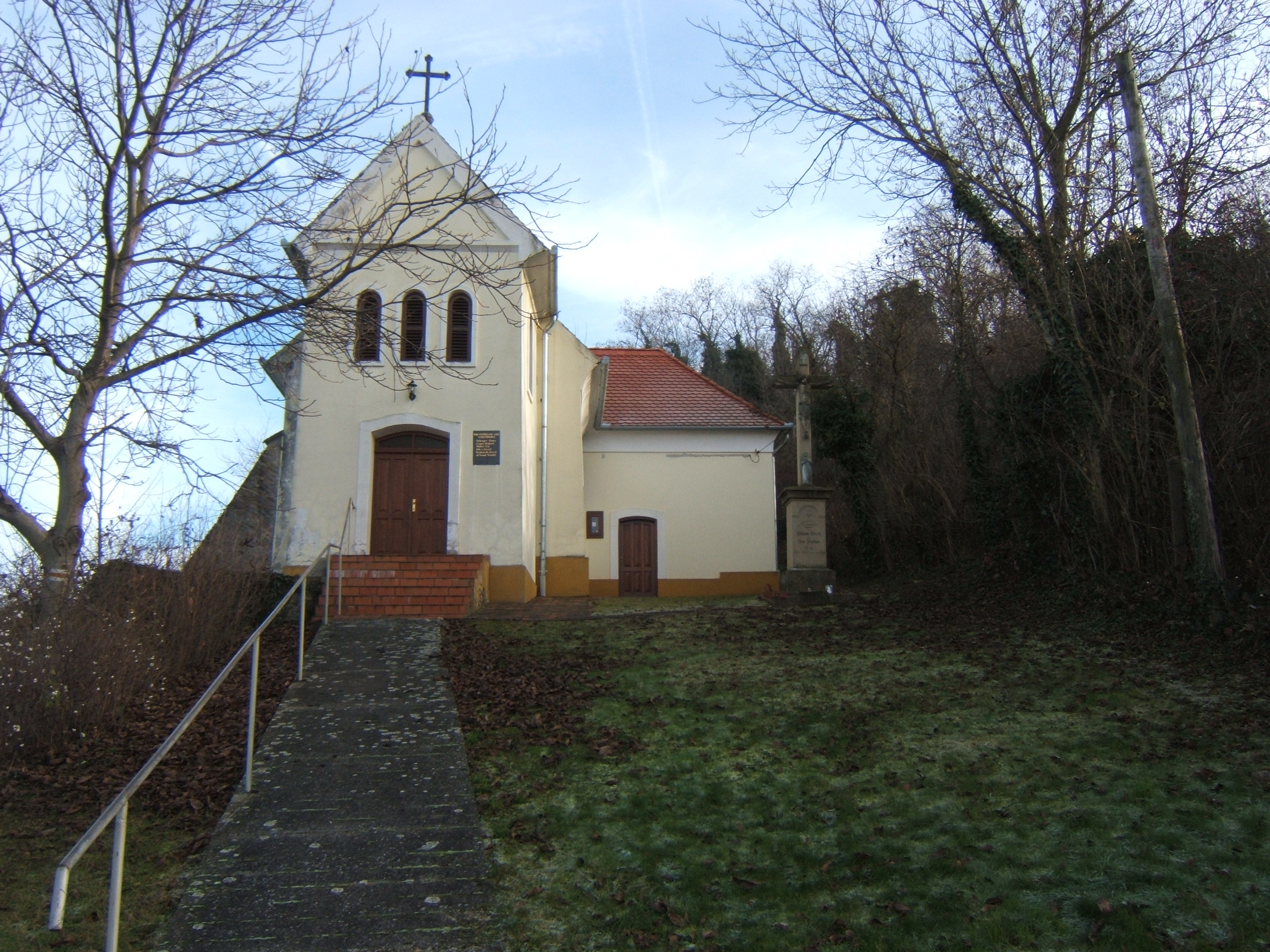
A dobokai templom
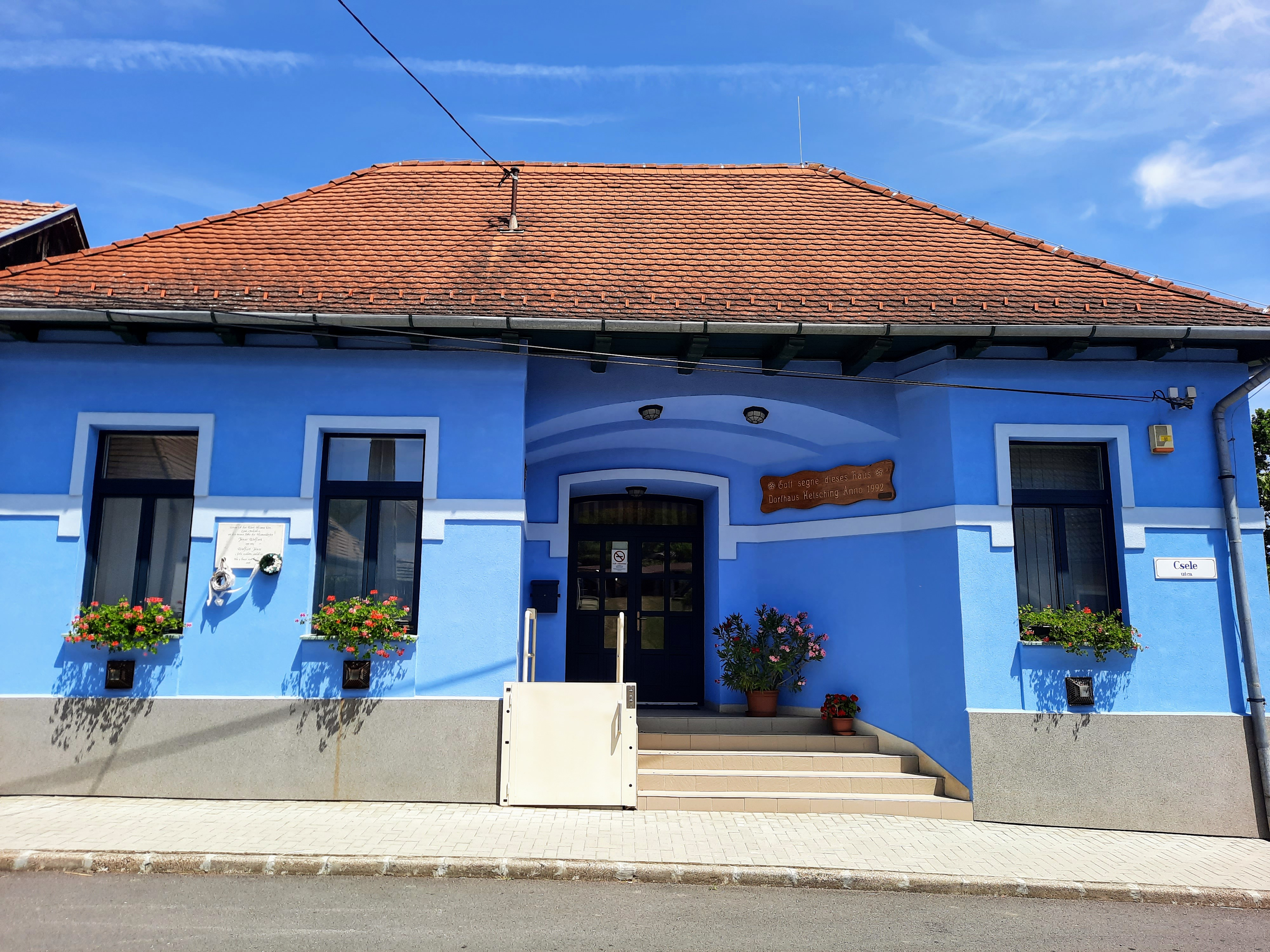
A községháza